# 水素化ウラン爆弾
水素化ウラン爆弾 は原子爆弾の派生型設計の1つで、1939年にロバート・オッペンハイマーが概念を示唆し、エドワード・テラーが実現を提唱して実験を行った。これは水素またはその同位体である重水素をウラン235と化合させた水素化ウランを用いるもので、水素が高い中性子減速能を持つことを利用して核分裂で発生する中性子を減速し、連鎖反応の速度を抑えることを狙っていた。
アップショット・ノットホール作戦のルース（Ruth）実験とレイ（Ray）実験で爆発実験が行われた。どちらも核出力はTNT換算200トンに止まり、不完全核爆発であった。

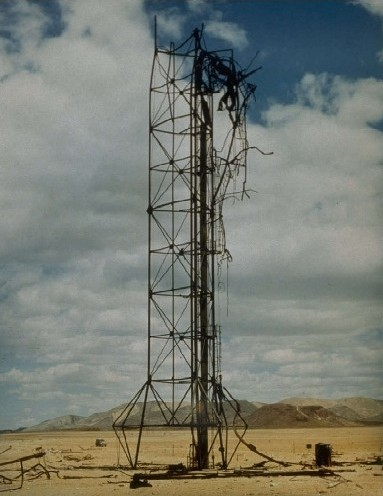
ルース実験の試験塔。爆発は失敗し、塔をいくらか破壊しただけだった。

## 理論
水素化ウラン (UH3) や水素化プルトニウムに含まれる水素は中性子減速材として働くため、中性子捕獲を起こす反応断面積を増やす効果がある。これによって臨界量が小さくなり、核爆発に必要なウランやプルトニウムを削減できると考えられたのである。結果的には中性子の減速により反応が遅くなりすぎ、効率が下がってしまった。核分裂により生成した中性子が次の核分裂を引き起こすまでの時間が延びてしまったのである。そのためインプロージョン型核兵器で重要な爆縮による慣性が不足して反応を十分押さえ込めなくなってしまった。その結果、設計上は核出力1キロトンの予定であったが、不完全核爆発となった。

## 1953年の実験
マンハッタン計画の初期、1943年には水素化ウランは有望な素材として検討されていたが、1944年初めには効率が低い可能性があるとして中断された。第二次世界大戦後も、ロスアラモス研究所の物理学者たちは水素化ウランの兵器利用懐疑的であった。しかし、エドワード・テラーは興味を失っておらず、アーネスト・ローレンスとともに1950年代初めにカリフォルニア大学放射線研究所（UCRL、後のローレンス・リバモア国立研究所）に実験装置の開発を進めていた。
1953年のアップショット・ノットホール作戦で2つの爆発実験が行われた。UCRLの設計目標は最小限の核物質で水素爆弾を実現するのに必要な威力を実現することであった。コアは水素化ウランと減速材となる水素（レイ実験では重水素）でできていた。核出力はルース実験で1.5 - 3キロトン、レイ実験で0.5 - 1キロトンの予定であった。
ルース実験では普通の水素が使われた。実験装置は Hydrogen-1 と命名され、これはリバモアで設計された最初の実験装置でもあった。Hydrogen-1 の重量は 3,400 kg、直径 140 cm、長さ 170 cmであった。現地時間 1953年3月31日 5:00（グリニッジ標準時13:00）に起爆されたが、予定核出力 1.5 - 3.0キロトンに対して実際には0.2キロトンであった。研究員のウォーリー・デッカーによれば、爆発音は「ポン ("pop")」という感じであった。高さ91 mの試験塔の上部1/3は爆発により蒸発し、中間の1/3は壊れたが、下部1/3は無傷で残った。
レイ実験では重水素が使われ、こちらの実験装置は Hydrogen-2 と命名された。ルース実験の結果を受けて、高さ30mの試験塔に設置して1953年4月11日に実験が行われた。 レイ実験では試験塔をなぎ倒したが、核出力は予定の0.5 - 1キロトンに対してルース実験と同じ0.2キロトンに止まるという残念な結果に終わった。